# Carastelec
Carastelec (Roemeens), Kárásztelek (Hongaars) is een Roemeense gemeente in het district Sălaj.
De gemeente behoort tot de etnisch Hongaarse streek Szilágyság.

## Bevolking
De gemeente Carastelec telde tijdens de volkstelling van 2011 in totaal 1089 inwoners. De meerderheid hiervan (964 personen) waren etnische Hongaren.